# Kvinnors situation i Uganda
Kvinnors situation i Uganda har av tradition varit sämre än för männen. Sedan 2009 har dock flera förbättringar för kvinnors rättigheter skett i landet. Lagar angående kvinnors rättigheter har stiftats och allt fler kvinnor blir politiskt involverade. Trots detta har Uganda starka traditioner och normer som präglar många kvinnors liv. Kulturen och traditioner sätter oftast männen i centrum och kvinnorna i en lägre ställning.

## Lag och rätt
Av Ugandas grundlag framgår att det inte skall förekomma någon diskriminering utifrån kön. Kvinnor skall ha samma rättigheter som män gällande mark, deltagande i parlament och anställning. Om man jämför med Kenya och Rwanda, är Uganda mer jämställt med avseende på politiken. År 2010 var 30 % av parlamentsledamöterna kvinnor, och andelen  ökade något till nästkommande mandatperiod då andelen var 34 %. År 2019 var 40 % av ministrarna kvinnor och av utskottens ledare var 25 % kvinnor. 
Varje distrikt i landet skall ha minst en kvinnlig representant i parlamentet, men om man går ner till bynivå och mindre distrikt är det sämre. Bland dessa beslutsfattande finns sällan kvinnor. Varje distrikt och by har sina egna traditionella ledare som styr, och dessa är nästan alltid män.

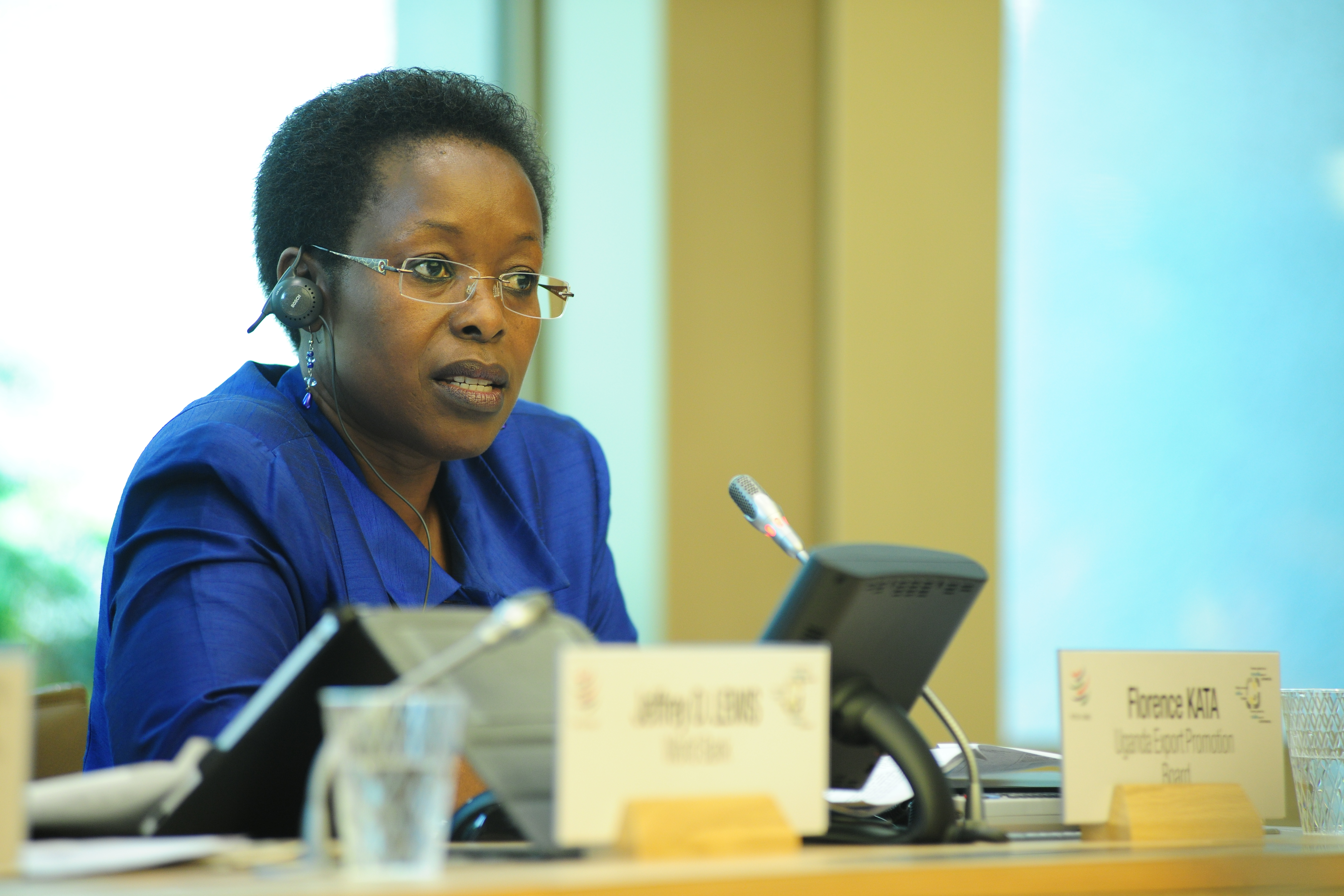
Florence Kata - Uganda parlament

Alla byar har en bystyrelse som tar hand om frågor rörande byn. Förr var det den manliga klanstyrelsen som reglerade allt i byn och tog hand om dessa frågor. I framförallt norra Uganda tas inte kvinnornas förslag eller klagomål upp överhuvudtaget. Det är endast männens röster som hörs. Regimen under Musevenis ledning (president från 1986) arbetade med förändring av kvinnors rättigheter. Regimen sa att många av Ugandas politiska partier och bystyrelser var grundade på etniska normer som bestämdes för länge sedan och deras politik präglas av mannens höga ställning och kvinnors underläge. Detta har lett till att motståndare till den sittande regimen i många fall har förbjudits att delta i dels de lokala valen samt även nationella.
Arbetet går framåt och i och med nya lagar avseende kvinnors rättigheter, har systemet för bystyrelsen förändrats. Kvinnor kan numer sitta i bystyrelsen, även om det inte är så vanligt. Då männen generellt har övertaget, manipulerar de ofta kvinnorna som i många fall saknar utbildning. På grund av detta har många organisationer, exempelvis Uganda Women’s Network och Association of Women Lawyers, skapats för att förbättra kvinnors förhållanden. I staden Luwero har kvinnor med hjälp av bystyrelsen ökat sin självständighet genom att starta en ananasodling för att få ökad ekonomi på egna villkor. I staden har kvinnor fått mer inflytande i de lokala frågorna tack vare regimens initiativ angående kvinnors rättigheter och stödet för regimen har därmed ökat.
I början av 2010-talet var det ett stort glapp mellan politiska partier och organisationer i Uganda. Många kvinnliga politiker kände att de inte hade något förtroende för aktivister för kvinnors rättigheter och det var därför svårt för organisationer att skapa någon direkt förändring. I slutet av 2010-talet ökade dock både antalet civilsamhällesorganisationer och kapaciteten hos dessa organisationer. År 2019 har organisationer som arbetar för framförallt mänskliga rättigheter, fått ett större inflytande över den offentliga debatten.
Många kvinnor exkluderades i början av 2010-talet då de inte hade de grundkunskaper som behövdes för att klara av det politiska spelet. En stor del hade inte heller den tid som krävdes eftersom de samtidigt behövde ta hand om familjen och hemmet. Nätverket Uganda Women’s Network arbetade bland annat för att motverka detta och ett av deras mål var att erbjuda utbildning för kvinnor på landsbygden inom politiska frågor.
Formellt sett har kvinnor ingen äganderätt och männen prioriteras. Enligt uppgifter publicerade år 2009 hade kvinnor i  många fall ingen rätt att ärva någon mark, ha hand om ekonomin och i vissa fall till och med inte rätt att bli befordrade.
I Uganda är jordbruket centralt och enligt siffror från år 2008 var 80% av alla jordbrukare kvinnor. Av dessa ägde endast 16 % sin egen jord och dessa kvinnor hade i flesta fall fått ta över den efter att deras makar avlidit. Detta resulterade i att det var svårt för kvinnor att säga emot männen exempelvis ekonomiskt, då de i många fall var beroende av dem helt och hållet.

### Giftermål

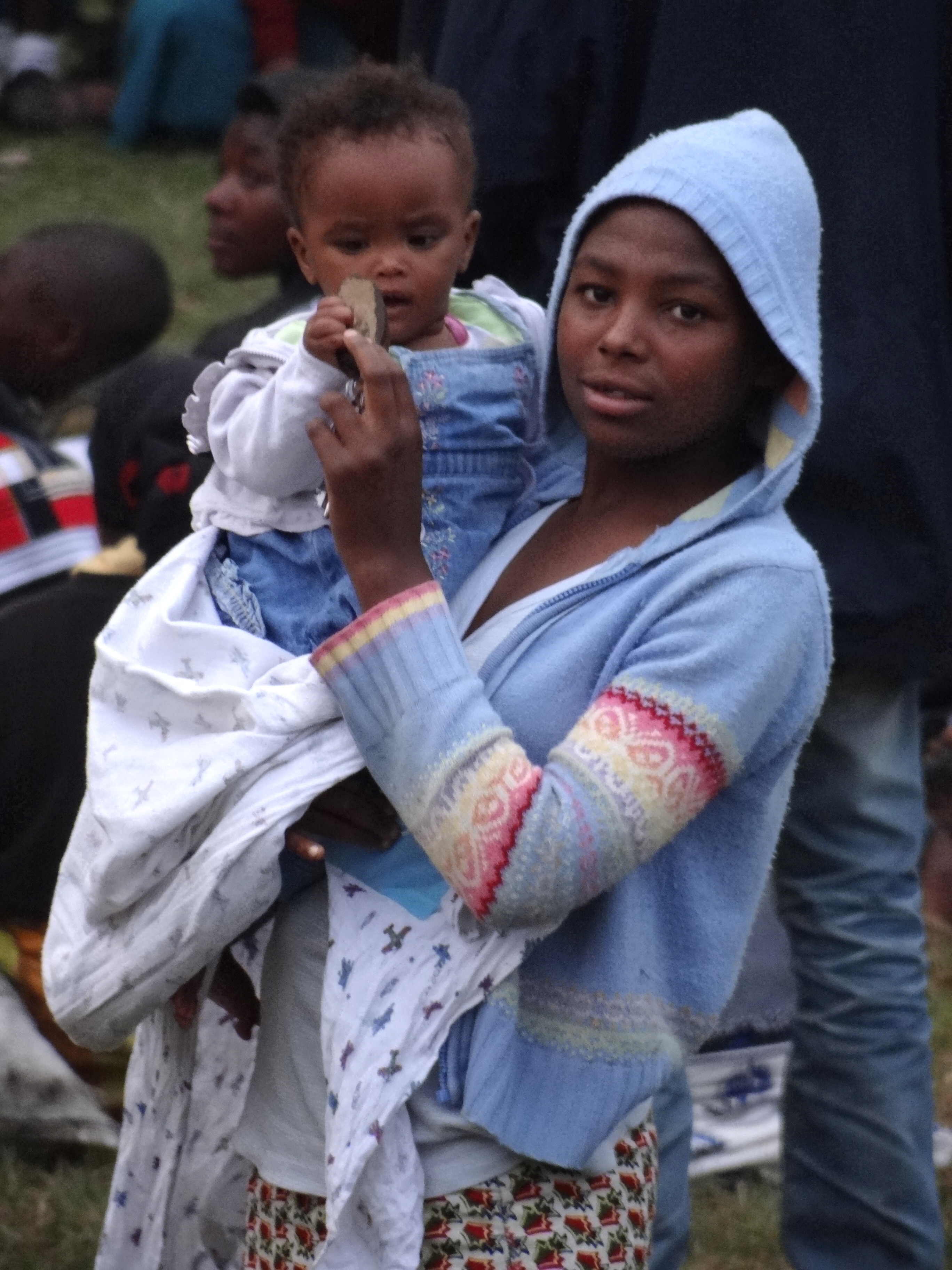
Kvinnan bör föda många barn

År 2010 var över 50% av alla kvinnor gifta innan de fyllt 18 år, trots att lagen angav att man måste vara myndig. En av anledningarna var att brudpris betalades i landet, vilket innebar att mannen betalade brudens familj en summa pengar eller varor för henne. Den framtida maken hade därefter ansvar för kvinnan och enligt traditionen skulle därför mannen bestämma över sin hustru. Polygami förekom bland männen, medan kvinnor endast kunde ha en make. Traditionellt var det inte heller kvinnan som gifte sig, utan endast mannen. Parlamentet behandlar ett förslag om att man och kvinna ska vara lika i ett äktenskap och skall behandlas efter det. Enligt siffror från 2019 hade andelen barnäktenskap minskat, men den var fortsatt hög. Ungefär 40 % av alla flickor ingick äktenskap innan 18 års ålder. Det hade då gjorts försök att stärka kvinnors rätt vid månggifte genom lagänsringar, dock utan framgång.
År 2013 var traditionen fortfarande att när en kvinna gifte sig lämnade hon sin egen familj och övergick till svärfamiljen. På så sätt bytte kvinnan klan och parets gemensamma barn föddes in i mannens klan. Traditionellt var det i många fall viktigt att klanen utökades och därför borde kvinnan föda och uppfostra många barn.
Det finns ingen lag i Uganda som förbjuder våldtäkt inom ett äktenskap. År 2004 kom det ett lagförslag om att detta skulle behandlas som ett brott, men år 2010 hade förslaget fortfarande inte tagits upp i parlamentet. År 2019 hade polisen fortfarande inte rätt att gripa in vid våld i hemmet, utan i stället skulle det lokala rådet kontaktas och arbeta med medling mellan makarna. Först därefter kunde polisen kontaktas, om våldet var upprepat.
År 2009 var traditionen att om maken dog, var det hans familj som var ansvarig för att ta hand om änkan. I många fall struntade familjen i skyldigheten och kvinnan lämnades åt sitt eget öde. Det var även en stor risk att makens familj tog allt som mannen ägde, och för kvinnan återstod då ingenting.
År 2010 behövde, enligt lag, gifta kvinnor ha sin makes tillstånd för att ansöka om pass. Även deras gemensamma barns ansökan behövde gå genom maken. Det hade dock lagts fram lagförslag för att ändra detta. Flera organisationer poängterar att lagarna inte överensstämde med de mänskliga rättigheterna. År 2019 kämpade regeringen med problemet och ett lagförslag för att stärka förbudet mot sexuella övergrepp var under bearbetning.

### Skilsmässa
Synen på skilsmässa har förändrades i början av 2010-talet och skilsmässa blev då vanligare än tidigare, men ansågs fortfarande vara någonting dåligt. Före år 2004 fanns det en lag som sa att kvinnan behövde bevis för sodomi, perversion eller att hon blivit övergiven för att få ta ut skilsmässa. Mannen behövde endast bevisa äktenskapsbrott. Lagen slopades dock år 2004, och att skilja sig har därför blivit något enklare för kvinnor. Regeringen övervägde att det skulle bli mer jämlik fördelning av egendom mellan makarna i händelse av skilsmässa. I många fall var det dock maken som hade rätten till barnen efter en skilsmässa vilket ledde till att många kvinnor valde att avstå från skilsmässa, då de inte ville skiljas från sina barn. Många rättshjälpskliniker arbetade för att hjälpa kvinnor i Uganda med detta. Association of Women Lawyers och Uganda Women's Network var två av dem. De arbetade med att försöka tillvarata kvinnors rättigheter inom äktenskap. Skilsmässa var dock fortsatt stigmatiserat år 2014,  och år 2019 har det visat sig vara mycket kontroversiellt att ge kvinnor ökade rättigheter vid skilsmässa.

### Våld
Våld mot kvinnor i alla former, inklusive sexuellt våld, var mycket vanligt i Uganda, enligt siffror från år 2010. Våldet mot kvinnor rapporterades dock sällan då normer gjorde att kvinnor sällan rapporterade sådana händelser. Enligt en undersökning gjord[när?] av Ugandas statistikmyndighet framkom att en stor andel kvinnor någon gång i sitt liv blivit utsatta för våld. Förekomsten skiljde sig dock från region till region. Värst var det i östra Uganda där 75% av kvinnorna i åldrarna 15 - 49 hade blivit utsatta för våld. I hela landet hade ca 60% av alla kvinnor blivit utsatta för våld redan vid 15 års ålder. Av kvinnor i åldrarna 15-49 hade 39% blivit utsatta för sexuellt våld flera gånger. De som utförde dessa övergrepp var ofta närstående personer och partners.
I mars 2010 trädde lagen Domestic Violence Act i kraft. Lagen innebär att våld och hot i hemmet är förbjudet. Om en kvinna blivit utsatt för sexuellt våld eller liknande vidtogs dock oftast inga åtgärder, enligt uppgifter från år 2010. Våldet behövde ha inträffat minst två gånger innan polisen utredde ärendet. Kvinnan behövde då genomgå många tester och frågor, för att våldet skulle anses bevisats. Om våld skulle inträffa flera gånger rapporterades det sällan till polis och myndigheter. Först gick man till det lokala rådet i staden/byn som bestämde vad som skulle ske. I många fall hade varje klan en traditionell ledare som i de flesta fall inte gjorde något. Det var fortfarande mycket få kvinnor som var traditionella ledare. Ingen annan än offret kunde heller rapportera incidenten. Om ett övergrepp blev känt för allmänheten sågs det som en skam och i många fall stötte kvinnans familj bort henne.
I östra Uganda var det även vanligt med kvinnlig könsstympning. I slutet av 2009 kom det ett lagförslag att detta skulle förbjudas och lagen trädde i kraft 2010. Därefter minskade andelen kvinnor som könsstympas från 1,4 % år 2011 till 0,3 % år 2016.

## Kultur
Trots politiska förändringar råder fortfarande många normer i hemmet och utanför parlamentet har kvinnor en mycket låg status politiskt, socialt och ekonomiskt. Traditionella normer säger att kvinnan skall lyda mannen. Kvinnan skall laga mat, ta hand om barnen och sköta hushållet. Mannen äger marken, ekonomin och skall inte behöva hjälpa till i hemmet. Han står över alla och skall välkomnas respektfullt av kvinnan. Enligt traditionen är det endast mannen som är tillräckligt stark för att skydda sitt hem och han bör därför behandlas som ”herren över huset”. Vikten av traditioners innebörd beror lite på vilket område i landet det handlar om och vilken klan man tillhör. En del folkgrupper på framförallt landsbygden menar att kvinnor är helt underlägsna. De skall undvika ögonkontakt och hälsa skyggt. Detta förekommer dock inte överallt och i många städer har synen på kvinnors ställning förbättrats.

### Sex och samlevnad
År 2013 var det fortfarande tabu att tala om sex, främst bland de lägre samhällsklasserna. De sociala normerna var att det var något strikt privat och man skulle diskutera sex ens med sin partner.

#### Preventivmedel
I början av 2010-talet var preventivmedel i många fall otänkbart. Beslut angående kvinnors hälsa var fortsatt något som skulle beslutas av maken. Många gamla traditioner menade att preventivmedel var fel. På landsbygden ansågs det bra med många barn, då barnen kunde hjälpa till med jordbruket och i många sammanhang ansågs många barn ge status därmed makt. Många hänvisade även till sin religion. Den katolska tron förespråkar att man inte skall använde preventivmedel. Om en kvinna skulle ha velat ha preventivmedel behövde hon antingen fråga sin make om lov eller få det bakom hans rygg. Trots detta ökade användningen av kondomer i städerna. Detta för att minska spridning av hiv, men det skyddade även mot oönskad graviditet. Enligt uppgifter från år 2022 var preventivmedel fortfarande ett problem, dels för att tillgången var låg, men också för att männen önskade fler barn än kvinnorna och i familjeplaneringen hade kvinnor ytterst lite att säga till om. På landsbygden översteg den faktiska fertiliteten kvinnors önskade fertilitet med mellan 1 och 2 barn per kvinna.

#### Menstruation
Allt som rörde sex och samlevnad var tabu i landet, inklusive något så grundläggande som menstruation. Många kvinnor i landet hade år 2013 inte råd att köpa mensskydd. Detta gav stora konsekvenser framförallt för flickor i skolan, då många flickor missade många skoldagar, prov etc, då de inte har något mensskydd. Vi Agro Forestry Project var en av grupperna som arbetadr för att förändra detta. De erbjöd de billiga, återanvändbara bindorna Afri Pads. En stor del använde sig av egentillverkade bindor som de sedan tvättade. Det kunde då röra sig om smutsiga trasor, tidningspapper eller liknande. Då många områden i landet inte hade tillgång till rent vatten kunde detta bli ett stort problem. Trasorna var i många fall smutsiga från början och kunde således ge infektioner. Afri Padsen var dock gjorda för att enkelt kunna rengöras, vilket var en stor skillnas mot trasor etc.

#### Graviditet
Då det år 2014 fortfarande var tabu i landet att tala om sex visste många flickor,  framförallt i yngre åldrar, inte vad som skulle ske med dem när de blev gravida. De fick ingen information och var inte förberedda för våld som skulle hända med deras kroppar. De var inte heller beredda att ta hand om ett barn, då de inte hade kunskaper. En del flickor var inte heller medvetna om hur de blivit gravida, medan en del trodde att de blivit gravida utan att ens haft samlag. Om man skulle bli gravid utanför äktenskap skulle det i många delar av landet ha ansett vara en skam och många kvinnor blev utslängda av sin familj och skola. Kvinnorna hade oftast ingenstans att ta vägen då det inte fanns något socialt eller politiskt skyddsnät. Det fanns dock organisationer som försökte motverkad detta. Ett projekt kallat Safe House startade till exempel upp i huvudstaden Kampala, där man hade ett så kallat säkert hus för gravida unga flickor. Det var vanligt att många i åldersgruppen 13-20 år kom och bad om hjälp. Där fick de bo och framförallt diskutera situationen. Vissa skolor i landet erbjöd sexualkunskap för att bredda kunskaper och motverka oönskad graviditet.

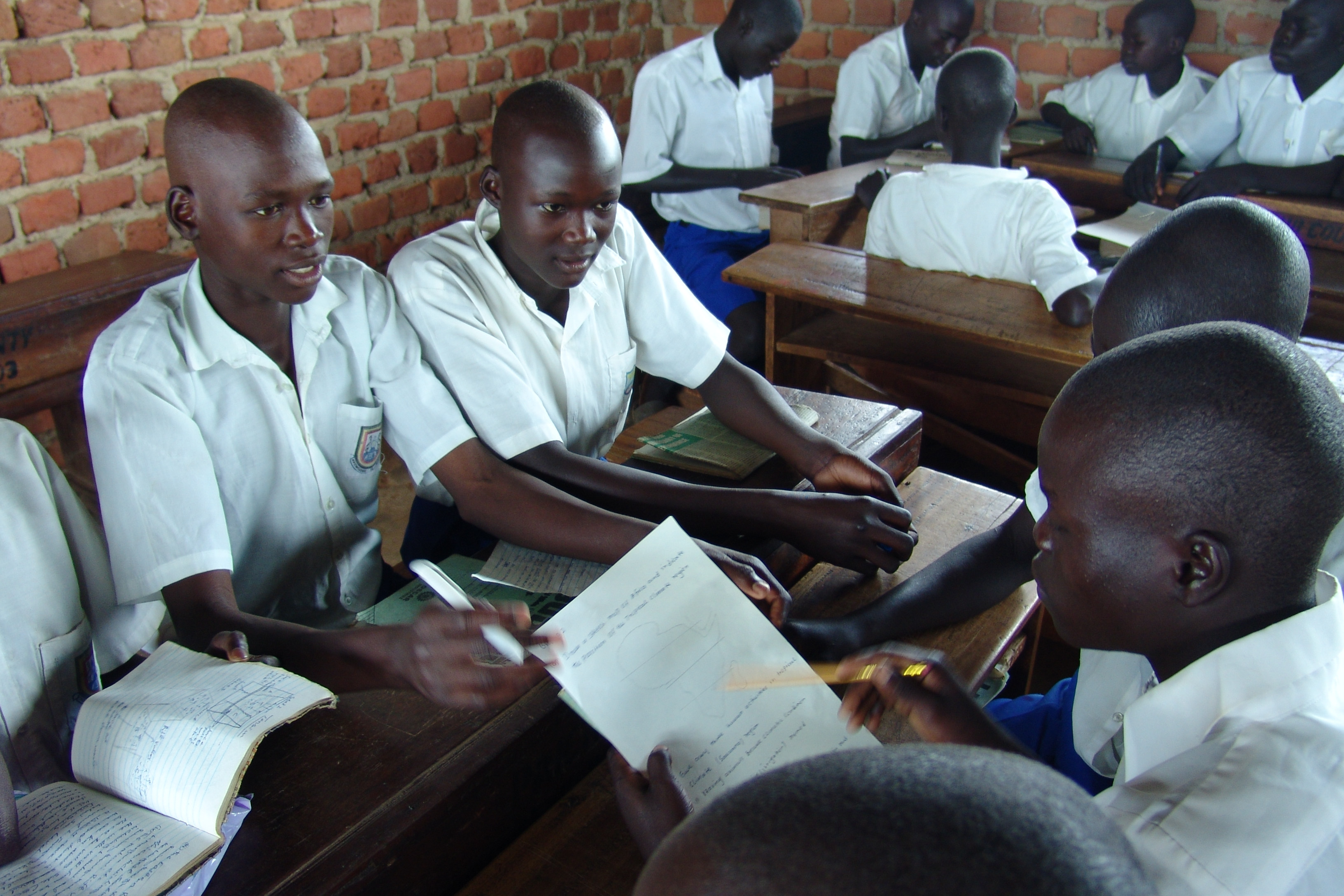
Studenter i Uganda

## Utbildning
Det är fler pojkar än flickor som går i skolan. Enligt siffror från år 2014 hade 20 % av alla kvinnor i Uganda aldrig gått i skolan och 10 % av barnen började aldrig skolan. Av de som började skolan var det endast hälften som avslutade utbildningen. Detta trots att  alla barn, enligt Ugandas konstitution, har rätt att gå den sjuåriga grundskoleutbildningen. Det var i princip lika många pojkar som flickor som började skolan, men under skolgången hoppade dock många flickor av då de behövdes i hemmet. 
När sekundärskolan tog vid var utbildningen frivillig. Många flickor fortsatte inte skolan, eftersom kvinnorna primärt skulle sköta jordbruket, hemmet samt alla andra sysslor i familjen. I vissa delar av landet, framförallt på landsbygden, tvingades många flickor flytta hem till byn efter grundskolan för att bli jordbrukare. Det var därför fler pojkar som gick ut skolan med fullständiga betyg än flickor. Enligt siffror publicerade år 2010 kunde 82,6 % av alla män läsa till skillnad mot 64,6% av kvinnorna. År 2014 var analfabetism fortsatt vanligt, framförallt bland kvinnor. I början av 2010-talet vände dock trenden och allt fler flickor gick i skolan, framförallt i städerna där utvecklingen skedde snabbare.